# Super Bowl XV
Super Bowl XV je bio završna utakmica 61. po redu sezone nacionalne lige američkog nogometa. U njoj su se sastali pobjednici NFC konferencije Philadelphia Eaglesi i pobjednici AFC konferencije Oakland Raidersi. Pobijedili su Raidersi rezultatom 27:10, te tako osvojili svoj drugi naslov prvaka.
Utakmica je odigrana na stadionu Louisiana Superdome u New Orleansu u Louisiani, kojem je to bilo drugo domaćinstvo Super Bowla, (nakon Super Bowla XII 1978. godine).

## Tijek utakmice
| Četvrtina | Vrijeme | Momčad | Informacija o promjeni rezultata                                                     | Rezultat | Rezultat |
| Četvrtina | Vrijeme | Momčad | Informacija o promjeni rezultata                                                     | Eagles   | Raiders  |
| --------- | ------- | ------ | ------------------------------------------------------------------------------------ | -------- | -------- |
| 1         | 8:56    | OAK    | touchdown dodavanjem (Plunkett-Branch), uspješan pokušaj za dodatni poen (Bahr)      | 0        | 7        |
| 1         | 0:09    | OAK    | touchdown dodavanjem (Plunkett-King), uspješan pokušaj za dodatni poen (Bahr)        | 0        | 14       |
| 2         | 10:28   | PHI    | field goal (Franklin)                                                                | 3        | 14       |
| 3         | 12:24   | OAK    | touchdown dodavanjem (Plunkett-Branch), uspješan pokušaj za dodatni poen (Bahr)      | 3        | 21       |
| 3         | 4:35    | OAK    | field goal (Bahr)                                                                    | 3        | 24       |
| 4         | 13:59   | PHI    | touchdown dodavanjem (Jaworski-Krepfle), uspješan pokušaj za dodatni poen (Franklin) | 10       | 24       |
| 4         | 8:29    | OAK    | field goal (Bahr)                                                                    | 10       | 27       |

## Statistika utakmice

### Statistika po momčadima
| Statistika                                                      | Philadelphia Eagles | Oakland Raiders |
| --------------------------------------------------------------- | ------------------- | --------------- |
| Prvih pokušaja                                                  | 19                  | 17              |
| Ukupno osvojenih jardi                                          | 360                 | 377             |
| Broj napada probijanjem                                         | 26                  | 34              |
| Ukupno jardi osvojenih probijanjem                              | 69                  | 117             |
| Broj napada s kompletiranim dodavanjem/ukupno napada dodavanjem | 18/38               | 13/21           |
| Ukupno jardi osvojenih dodavanjem                               | 291                 | 260             |
| Izgubljenih lopti                                               | 4                   | 0               |
| Prekršaji (izgubljenih jardi)                                   | 6 (57)              | 5 (37)          |
| Vrijeme posjeda lopte (min:s)                                   | 30:11               | 29:49           |

### Statistika po igračima
| Quarterback        | Dodavanja* | Yds** | TD*** | Int**** |
| ------------------ | ---------- | ----- | ----- | ------- |
| Ron Jaworski (PHI) | 18/38      | 291   | 1     | 3       |
| Jim Plunkett (OAK) | 13/21      | 261   | 3     | 0       |

Napomena: * - broj kompletiranih dodavanja/ukupno dodavanja, ** - ukupno jardi dodavanja, *** - broj touchdownova (polaganja), **** - broj izgubljenih lopti